# Napoleon XIV
Napoleon XIV är ett artistnamn för den amerikanske musikern och sångaren Jerrold Samuels, också känd som Jerry Samuels, född 3 maj 1938 i New York, död 10 mars 2023 i Phoenixville, Pennsylvania.

## Allmänt
Napoleon XIV (Samuels) hade en världshit 1966 med låten "They’re Coming To Take Me Away, Ha-Haaa!". Låten hamnade som bäst på tredje plats på billboardlistan och var en historia berättad rakt av till ackompanjemang av tamburin och handklapp. Texten handlar om en man som blir galen och intagen på mentalsjukhus på grund av att hans flickvän lämnat honom.
På singelsskivans B-sida finns låten "!aaaH-aH, yawA eM ekaT oT gnimoC er’yehT", som var samma låt som A-sidan fast uppspelad baklänges.
Ett album släpptes snart men någon mer framgång blev det inte. Samuels försörjde sig under en period på att sälja tillbehör till marijuanacigaretter. Han arbetade även som barpianist.

## Diskografi

### Singlar
- 1956 "Puppy Love" / "The Chosen Few" Vik 0197 (Jerry Samuels)
- 1959 "Dancing With A Memory" / "Dancing Partners" RCA Victor 7483 (Jerry Sims/Simms)
- 1961 "Good Luck Orville!" / "Treasure Supreme" (sida B är skriven av Samuels) Dual 501 (Jerry Simms)
- 1966 "They're Coming To Take Me Away, Ha-Haaa!" / "!aaaH-aH ,yawA eM ekaT oT gnimoC er'yehT" Warner Bros. 5831 (Napoleon XIV)
- 1966 "I'm In Love With My Little Red Tricycle" / "Doin' The Napoleon" Warner Bros. 5853 (Napoleon XIV)
- 1973 "They're Coming To Take Me Away, Ha-Haa!" / "!aaH-aH ,yawA eM ekaT oT gnimoC er'yehT" Warner Bros. 7726 (Napoleon XIV)
- 1973 "I Owe A Lot To Iowa Pot" / "Who Are You To Tell Me Not To Smoke Marijuana" J.E.P. IP 1175 (Jerry Samuels)
- 1974 "Can You Dig It?" / "This Is Planet Earth" Silver Blue SB 813 (Jerry Samuels)
- 1976 "They're Coming To Take Me Away, Ha-Haa! / "Photogenic, Schizophrenic You" Eric 195 (Napoleon XIV)
- 1990 "They're Coming To Take Me Away, Ha-Haa!" / "They're Coming To Get Me Again, Ha-Haaa!" Collectables 3859

### Album
- 1966 They're Coming to Take Me Away Ha-Haaa! Warner Bros. LP W 1661/WS 1661

#### Sida 1
- "I'm In Love With My Little Red Tricycle"
- "Photogenic, Schizophrenic You"
- "Marching Off To Bedlam"
- "Doin' The Napoleon"
- "Let's Cuddle Up In My Security Blanket"
- "They're Coming To Take Me Away, Ha-Haaa!"

#### Sida 2
- "Bats In My Belfry"
- "Dr. Psyche, The Cut-Rate Head-Shrinker"
- "I Live In A Split Level Head"
- "The Nuts On My Family Tree"
- "The Place Where The Nuts Hunt The Squirrels"
- "I'm Happy They Took You Away, Ha-Haaa!" (med Josephine XV)

- 1985 (Nyinspelning av det första albumet)
- 1996 The Second Coming Rhino / WEA/Rhino R2 72402
  - "Ode To A Farmer Boy" (New Recording 1995)
  - "The Explorer" (icke tidigare släppt, inspelad 1968 till det andra albumet, For God's Sake, Stop The Feces)
  - "They're Coming To Take Me Away, Ha-Haaa!"
  - "I'm In Love With My Little Red Tricycle"
  - "Photogenic, Schizophrenic You"
  - "Marching Off To Bedlam"
  - "Doin' The Napoleon"
  - "The Place Where The Nuts Hunt The Squirrels"
  - "Let's Cuddle Up In My Security Blanket"
  - "Goofin' On The Job" (Nyinspelning - 1995)
  - "Bats In My Belfry"
  - "Dr. Psyche, The Cut-Rate Head-Shrinker"
  - "I Live In A Split Level Head"
  - "I'm Happy They Took You Away, Ha-Haaa!" - Josephine XV (gestaltas av Bryna Raeburn)
  - "The Nuts On My Family Tree"
  - "I Owe A Lot To Iowa Pot" (Nyinspelning - 1995, olik den tidigare singeln)
  - "Can You Dig It?"
  - "The Song I Wrote For Robert Goulet" (Nyinspelning - 1995)
  - "They're Coming To Get Me Again, Ha-Haaa!"
  - "It May Appear Ridiculous" (Nyinspelning - 1995)
  - "!aaaH-aH ,yawA eM ekaT oT gnimoC er'yehT" (Bonusspår)

### Jerry Samuels sånger som spelats in av andra
- 1954 "To Ev'ry Girl, To Ev'ry Boy (The Meaning Of Love)" -  Johnnie Ray - Columbia 4-40252 (Samuels-B. Parker)
- 1955 "The Only Girl I'll Ever Love" - Johnnie Ray - Columbia 4-40324 (Samuels-B. Parker-Feiler)
- 1956 "So Rich And Yet So Very Poor" - Tommy Mara - RKO Unique 377 (Jerry Samuels)
- 1957 "That's Why I Dream" - Ivory Joe Hunter - Atlantic 1095 (Samuels-Feiler-Feiler)
- 1957 "Miracles" - LaVern Baker - Atlantic 1163 (Samuels-Feiler-Feiler)
- 1959 "Cookie Cookie" - Mel Garrett - Redd-E 5007 (Jerry Samuels)
- 1959 "Please Be My Bride" - Herschel Thomas - Madison 118 (Samuels-Bartel)
- 1959 "That's Why I Dream" - Jimmy Lloyd - Philips PB.978 (UK) (Samuels-Feiler-Feiler)
- 1960 "Speaking Of Her" - Adam Wade - Coed CO-536 (Samuels)
- 1963 "The Shelter Of Your Arms" - Sammy Davis Jr. - Reprise R-0216 (Samuels)
- 1964 "Paint Me A Pretty Picture" - The Impossibles - Reprise 0305 (Samuels)
- 1964 "A Whisper Away" - Doris Day (Samuels) först tänkt som singel, släpptes först 1995 som ett bonusspår på Columbia CD 481018 2
- 1965 "Courage" - Sammy Davis Jr. - Reprise 0416 (Jerry Samuels)
- 1965 "There's No Forgetting You" - The Chantels - TCF-Arrawak TCF-123 (S. Parker-J. Samuels)

### Sånger som felaktigt tillskrivs Jerry Samuels
- 1950 "Gimme A Pound O' Ground Round" - Ivory Joe Hunter - MGM 10733

Samuels har sagt att det inte är han, även om den tillskrivits honom.